# Regionalna Komisja Wykonawcza NSZZ „Solidarność” Region Mazowsze
Regionalna Komisja Wykonawcza NSZZ „Solidarność” Region Mazowsze, RKW Mazowsze – podziemny organ koordynujący działalność mazowieckich struktur zdelegalizowanej Solidarności w stanie wojennym w ramach Tymczasowej Komisji Koordynacyjnej (TKK), przekształcony z Zarządu Regionu Mazowsza NSZZ „Solidarność”, utworzony 8 maja 1982 roku. W styczniu 1989 roku RKW „Mazowsze” przekształciła się w Tymczasowy Zarząd Regionu Mazowsze NSZZ „Solidarność”.

## Skład RKW
W skład RKW Mazowsze weszli: Zbigniew Bujak, Zbigniew Janas, Wiktor Kulerski i Zbigniew Romaszewski.
Zbigniew Bujak był również przedstawicielem RKW Mazowsze w TKK od powstania RKW do swojego aresztowania 31 maja 1986 r. Po aresztowaniu Bujaka na czele RKW stanął Wiktor Kulerski.
Zbigniew Romaszewski został zatrzymany 29 sierpnia 1982 roku, aresztowany i skazany na 4,5 roku więzienia. Został zwolniony na mocy amnestii w lipcu 1984 roku.
W dniu 15 października 1983 roku do oficjalnego składu RKW dołączył Konrad Bieliński, a jesienią 1984 roku – nie powróciwszy do więzienia z przepustki – Jan Lityński.
Zbigniew Bujak został zwolniony na mocy amnestii 12 września 1986 roku. Moment ten oznaczał początek przechodzenia RKW do jawnej działalności. 30 września członkowie RKW – razem z Ewą Kulik wystąpili na konferencji prasowej, informując o swym 5-osobowym składzie. 2 października 1986 roku prokuratura odwołała poszukiwanie listem gończym Wiktora Kulerskiego i Jana Lityńskiego.

## Organizacja
Biuro RKW prowadziła Ewa Kulik. RKW bardzo ściśle współpracowała z redakcją Tygodnika Mazowsze, szczególnie z Heleną Łuczywo i Joanną Szczęsną. Łącznikami między Biurem a Tygodnikiem byli m.in. Tomasz Chlebowski, Paweł Malko, Mateusz Matuszewski.
Od samego początku RKW były podporządkowane Grupy Oporu „Solidarni” RKW Mazowsze NSZZ „Solidarność”.

## Nazwa
Nazwy Regionalna Komisja Wykonawcza NSZZ „Solidarność” Region Mazowsze RKW używała, podpisując wszystkie swoje wystąpienia, apele i stanowiska, publikowane w Tygodniku Mazowsze. Andrzej Friszke w swej monografii dotyczącej Solidarności podziemnej dla określenia RKW Mazowsze używa nazwy Regionalny Komitet Wykonawczy Mazowsze.